# Instituto de Profesores Artigas
El Instituto de Profesores Artigas (más conocido por su acrónimo IPA) en una institución educativa destinado a la formación de profesores para la enseñanza secundaria y UTU, y que depende del Consejo de Formación en Educación de la Administración Nacional de Educación Pública de Uruguay. Se encuentra ubicado en el barrio La Aguada de Montevideo.

## Historia

### Antecedentes
Hasta la creación del instituto de Profesores Artigas, no hubo una formación sistemática de profesores para la enseñanza media. La mayoría de los docentes eran profesionales egresados de la Universidad de la República o autodidactas que cumplían determinadas exigencias y permitían cubrir las necesidades de profesores.
En 1934 se inicia la modalidad de profesores agregados y es, recién entre 1944 y 1945, que se reglamenta el primer antecedente de institucionalizar la formación docente: la "Sección Agregaturas de Enseñanza Secundaria". El aspirante a profesor debía realizar una formación sistemática de dos años en su especialización y realizar la práctica docente al lado de profesores destacados. La creciente expansión de los estudiantes de Secundaria hizo necesario pensar no sólo en aumentar la cantidad de profesores, sino en formarlos de manera más específica.

### Creación
El Instituto de Profesores fue creado por Ley el 2 de julio de 1949 y comenzó a funcionar dos años más tarde, en 1951, conducido por su primer director y fundador, Antonio Grompone. Inspirándose del modelo de la Escuela Normal Superior de París, el recién creado instituto buscó formar docentes basado en la excelencia y vanguardia tanto a nivel teórico como práctico. El ideal se basó en formar un profesional tanto en el ámbito de la teoría de cada disciplina como en la práctica educativa, en contraposición con el modelo de Facultad de Humanidades, que había impulsado el filósofo uruguayo Carlos Vaz Ferreira.
El plan de formación del instituto durante los cuatro años se centraba en tres fuertes núcleos:
- Formación pedagógica común a todas las especialidades.
- Formación en la especialidad elegida.
- Práctica docente de dos años junto a un profesor de competencia destacada y un año —el último de la formación— con un grupo a cargo del propio estudiante bajo la asistencia de un profesor de didáctica.

Desde su origen, la institución no contó con autonomía; en sus inicios dependía del Consejo de Educación Secundaria y al frente de su dirección estaba un director asesorado por una comisión. Más tarde, gracias a la lucha de los estudiantes, profesores y egresados, se creó el Consejo Asesor y Consultivo (CAC) integrado por los tres órdenes.

### Intervenciones
El Instituto de Profesores Artigas fue allanado en reiteradas oportunidades durante las décadas del sesenta y setenta. Estas intervenciones, estuvieron acompañadas de detenciones y destituciones de funcionarios y docentes que además, muchos de ellos, debieron marchar al exilio.
El 9 de octubre de 1967, el Instituto fue allanado en el marco de la implantación de las Medidas prontas de seguridad decretadas por el presidente Oscar Gestido.
El operativo fue realizado por parte de granaderos, quienes procedieron a la detención de la totalidad de los docentes, estudiantes y funcionarios presentes, incluyendo al Director del Instituto.

#### La campana
Convertida en un símbolo de su memoria histórica, la campana del IPA sonaba al comienzo y término de la jornada, desde la fundación del Instituto. El objeto fue retirado  la noche del 5 de septiembre de 1973 por el exsecretario Eduardo Pereda, cuando el gobierno decretó la intervención del Instituto de Profesores Artigas, luego del Golpe de Estado. Pereda, siendo entonces un funcionario joven, la guardó durante cuarenta años —incluyendo su estancia en el exilio—, y le grabó inscripciones con fechas importantes como una manera de rescatar la memoria y conservar la historia del Instituto.
La campana ha sido catalogada como un símbolo de identidad y resistencia, y fue entregada el 4 de junio de 2014 al Consejo Directivo Central de la Administración Nacional de Educación Pública por parte de Eduardo Pereda, en un acto formal realizado en el salón de actos del Instituto de Profesores Artigas.

## Edificio

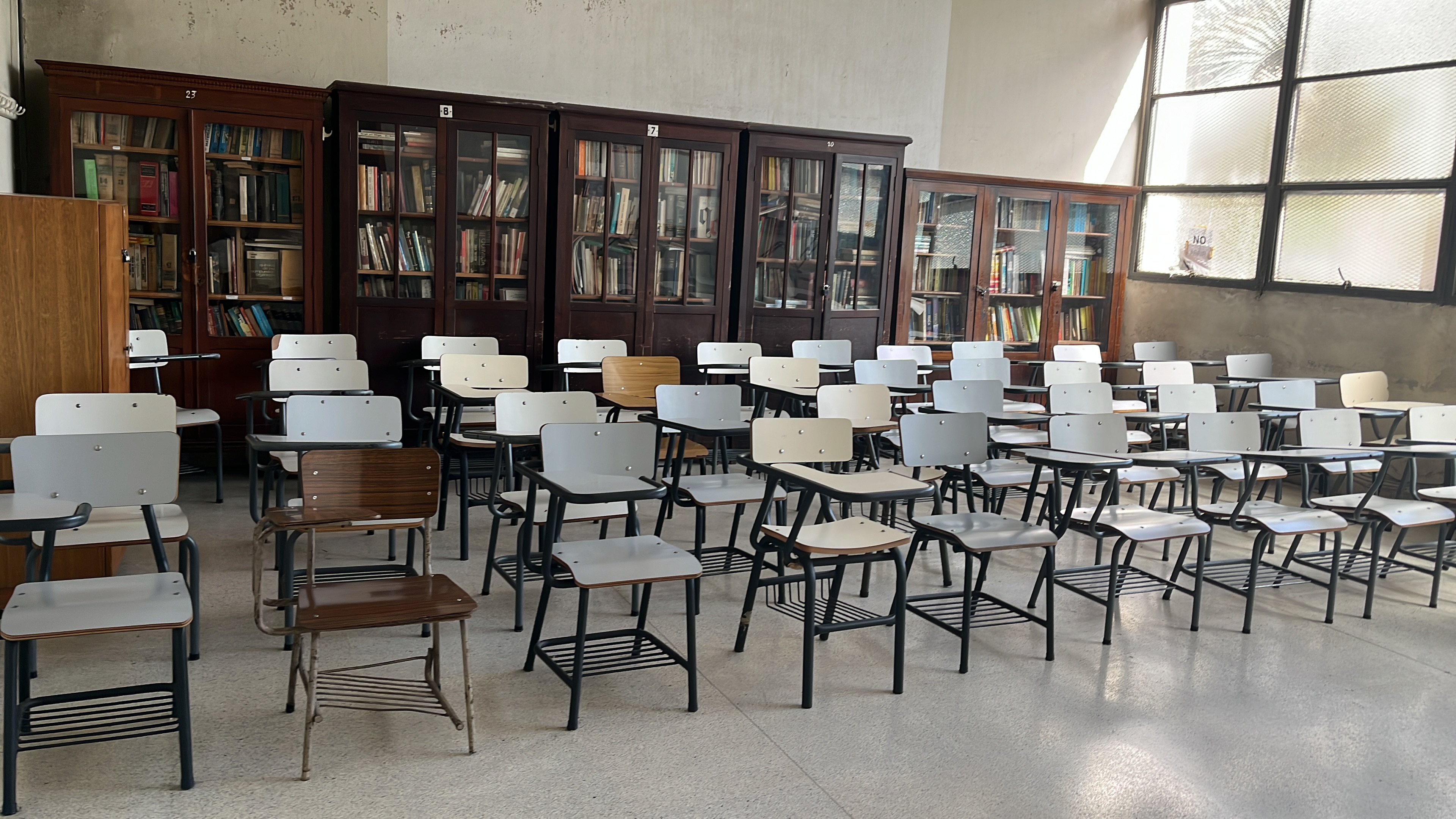
IPA salón en 2024

El edificio actual del Instituto de Profesores Artigas fue construido e inaugurado el 31 de julio de 1939, obra del arquitecto Octavio de los Campos, para albergar la sede de la entonces Universidad de Mujeres, posteriormente Instituto Batlle y Ordóñez. En 1979 dicho edificio se convirtió en la sede del entonces Instituto Nacional de Docencia, albergando al Instituto Normal N° 1, al  Instituto Magisterial Superior y al Instituto de Profesores Artigas, quedándose este último con el edificio.

## Ingreso y plan de estudios
Hasta el año 1976 se ingresaba  por medio de un riguroso examen y con numerus clausus de diez ingresos anuales para cada especialidad, situación que contrastaba con el libre acceso a cursar estudios en la Universidad.
El Plan de 1977, producto de la dictadura cívico militar, modificó el plan de estudios de la Institución formando a profesores en un programa de tres años que no llegaba a los requisitos mínimos para ser considerado un grado académico, ni en número de horas ni en la formación de los propios docentes del Instituto. Esto se debió a que muchos de sus profesores a partir del año 1972, debieron exiliarse o bien fueron destituidos por el régimen dictatorial de las décadas del 70 y 80.
Esto produjo el inicio de un IPA que en lugar de formar en la excelencia lo hacía para el mercado educacional secundario, dando inicio a una etapa de decadencia en la formación docente uruguaya. En 1986 se aprueba el actual plan donde se retoma la estructura de 4 años de duración y de 3 didácticas especiales. En el marco de una revisión de la formación docente en el año 2010 se realizó un ajuste del llamado Plan 2008, en virtud de los niveles de fracaso y deserción que se registraban.
Posteriormente el exigente examen de ingreso fue sustituido por una prueba básica de lengua para el ingreso a la institución, mientras que para el ingreso a algunas asignaturas, como idioma español, inglés, música y dibujo, se requería también otra prueba especial. El número de estudiantes y egresados del IPA también aumentó considerablemente. La formación docente para la educación secundaria se diversificó incluyendo Centros Regionales de Profesores (CERP) que ampliaron la formación de profesores a los departamentos de Canelones (Atlántida), Rivera, Colonia, Salto, Maldonado y Florida, pero recibieron críticas por descuidar la calidad formativa y por problemas presupuestales.
En el año 2008 se inició un nuevo plan en todos los centros de formación docente que mantiene las características originales de su plan fundacional. No existe una prueba básica de lengua, aunque se mantienen las pruebas de admisión a los profesorados de música, inglés, italiano y portugués.
En el marco de una serie de cambios legales, se está discutiendo su transformación en un Instituto Universitario de la Educación.

### Educación social
Es la única carrera dictada en el IPA que no se corresponde con un profesorado para Enseñanza Secundaria. Tiene una duración de 4 años con 3747 horas de clase y 335 créditos. Además de las asignaturas que componen el Núcleo de Formación Profesional Común, incluye cursos específicos obligatorios, otros elegibles, así como la realización de prácticas. Originalmente centrada en el abordaje educativo de la compleja situación de la infancia proveniente de sectores socioeconómicos bajos y modelos asistenciales, desde que ingresó al IPA ha cambiado hacia una modalidad más práctica. Tiene como cometido «formar profesionales de la educación social con una titulación que les posibilite el desarrollo de acciones educativas en contextos socio-culturales diversos, y formulación y ejecución de programas y proyectos de investigación educativa orientados a la extensión», según indicó la directora del IFD de Paysandú, Silvia Grattarola.
Según Grattarola «Se pretende formar un profesional de la educación con un saber pedagógico y competencias específicas para el campo de lo socio-educativo. Este profesional desarrolla acciones con individuos, grupos, familias o colectivos para contribuir con el derecho a la educación durante toda la vida, el máximo acceso al patrimonio cultural, estrategias de mejoramiento de la calidad de vida y herramientas para desarrollar la participación social amplia”. Los egresados podrán desempeñarse en diferentes ámbitos, tales como programas de la Administración Nacional de Educación Pública como el PIU, PAC, FPB y Educación de Adultos, así como en ámbitos educativos del Instituto del Niño y del Adolescente Uruguayo, intendencias, organizaciones no gubernamentales, ministerios y centros culturales, entre otros.» En el año 2014 la carrera cuenta con 350 estudiantes, sólo en Montevideo.
La carrera de Formación de Educadores Sociales comenzó en 1989 como opción de formación y capacitación para funcionarios del entonces Instituto Nacional del Menor. Cuando el instituto fue renombrado a Instituto del Niño y Adolescente del Uruguay (INAU), se convirtió en una tecnicatura que se llevaba a cabo en su Centro de Formación y Estudio (Cenfores). En 1997 se reformuló el plan de estudios, siendo reconocido por el Ministerio de Educación y Cultura como de carácter terciario. En 2005 se creó una comisión intersectorial, integrada por los docentes, la Asociación de Estudiantes de Educación Social (AEES), la Asociación de Educadores Sociales del Uruguay (ADESU), la dirección de la carrera y un representante del Directorio de INAU, para transformar la carrera en licenciatura.
En 2009 el directorio del INAU tomó una serie de medidas que llevaron al gremio de los estudiantes de educación social (Asociación de Estudiantes de Educación Social o AEES), a indicar que se pretendía el "desmantelamiento" de la carrera. Algunas de estas medidas fueron: realizar llamados abiertos a docentes en lugar de oposición y mérito, suprimir el primer año del turno matutino a pocos días del comienzo de cursos, o la imposición de cupos en la inscripción de estudiantes, el cual se llenó por orden de llegada.
Por aquel entonces ya existía un preacuerdo para que la carrera se dictara en el IPA, como primera etapa para efectivizar la ley de educación 18437 de 2008 en el que se decretó el surgimiento del Instituto Universitario de Educación (IUDE), que sería integrado por Educación Física, IPA, Educación Social y Magisterio. Para ello, los docentes de la carrera renunciarían al INAU y concursarían en el IPA para dar clases.
Finalmente en 2011 comenzó a impartirse en el IPA así como en los IFD de Maldonado y Artigas, y al año siguiente también en Paysandú y Canelones. La eliminación de los cupos a finales de 2013 trajo aparejado la sobrepoblación estudiantil, con grupos de entre 80 y 90 alumnos. También se han denunciado falta de profesores tanto en Montevideo como en el interior, por distintos motivos que van desde la falta de viáticos hasta la realización de llamados en forma tardía o errónea. Esto llevó a que el gremio de estudiantes ocupara la sede del Consejo de Formación en Educación en mayo de 2014, para exigir además un instituto propio y la creación de la figura de coordinador de carrera, entre otros reclamos.

## Especialidades
En la actualidad, el Instituto de Profesores Artigas ofrece las siguientes especialidades, acordes con las disciplinas que integran la educación secundaria: 
| - Astronomía - Biología - Geografía - Danza - Derecho - Comunicación visual - Educación musical - Educación social - Español - Filosofía | - Física - Historia - Inglés - Italiano - Literatura - Matemática - Química - Portugués - Sociología |

Siete especialidades cuentan con prueba de admisión: música, dibujo, danza, inglés, francés, italiano y portugués.
Por un breve período albergó la licenciatura en Educación social, que comenzó a dictarse en 2008 en el IPA luego de salir de la órbita del INAU.

## Egresados y profesores destacados
- César Campodónico
- Blanca Rodríguez
- Eugenio Coşeriu
- Carlos Real de Azúa
- Domingo Bordoli
- José Pedro Díaz
- Lauro Ayestarán
- Alfredo Castellanos
- Dolores Castillo
- José D'Elía
- José Claudio Williman
- José Pedro Barrán
- Benjamín Nahum
- Germán Rama
- Héctor Galmés
- Jorge Medina Vidal
- Juan E. Pivel Devoto
- Teresa Shaw
- Circe Maia
- Carlos Demasi
- Ana Frega
- Lisa Block de Behar
- Hebert Benítez Pezzolano
- Julio Ricci
- Oscar Brando
- Elvira Blanco Blanco
- Emir Rodríguez Monegal
- Gerardo Caetano
- Pablo Rocca
- Heber Raviolo
- Carina Blixen
- Cristina Peri Rossi
- Luis Bravo
- Ana Inés Larre Borges
- Soledad Castro
- Álvaro Lema Mosca
- Mónica Olave
- Yamandú Orsi
- Leticia Soler
- Alfredo Goldstein
- Luce Fabbri
- Giovanni Meo Zilio
- Guido Zannier

La directora actual es Patricia Barragán.